# Quatsch Comedy Club
Der Quatsch Comedy Club ist eine Comedy-Show, die in Berlin, Hamburg, München und Stuttgart stattfindet. Das Herzstück ist die „Live Show“ mit jeweils vier Stand-up-Comedians und einem Moderator. Die Veranstaltung findet wöchentlich in neuer Besetzung statt. Zusätzlich gibt es weitere Formate wie den Quatsch Comedy Hot Shot (Newcomershow) und die Late Night Show (mit drei statt vier Comedians). Seit Anfang 2025 findet in der BAR92 im Rang des Quatsch Comedy Club Berlin an mehreren Sonntagen im Monat das Stand Up Comedy Open Mic statt, das eine Bühne für aufstrebende Newcomer und erfahrene Stand-up-Comedians bietet. 
Als Fernsehsendung wurde der Quatsch Comedy Club auf Sky beim Bezahlsender Sky Deutschland und ab April 2021 auf Sky Comedy ausgestrahlt. Am 22. und 29. Dezember 2022 fanden auf ProSieben die beiden besonderen Jubiläumsspecials „Legends of Quatsch“ und „Bye Bye Thomas“ zum 30-jährigen Bestehen des Quatsch Comedy Club ihre Ausstrahlung. Moderiert wurden beide Specials ebenfalls von Thomas Hermanns, der mit besonderen Gästen wie Olaf Schubert, Michael Mittermeier, Ole Lehmann, Atze Schröder und vielen anderen seinen letzten Auftritt als Moderator zelebrierte. Seit April 2024 läuft regelmäßig die Fernsehsendung „Quatsch Comedy Show“ auf ProSieben und im Livestream auf Joyn.

## Geschichte
Der Quatsch Comedy Club entstand 1992 als Stand-up-Comedy-Bühnenshow.
Seinen Ursprung hatte der Quatsch Comedy Club in der Kantine des Deutschen Schauspielhauses in Hamburg. Lange Zeit war dann das Imperial Theater auf der Reeperbahn die Heimat des Clubs. Als Hermanns die sogenannte „Kleine Revue“ im Keller des Friedrichstadt-Palastes in Berlin zur Miete angeboten wurde, zog der erfolgreiche Club 2002 dorthin. Heute gibt es hier jede Woche neue Comedy Shows, dazu regelmäßige Gastspiele deutschlandweit. 

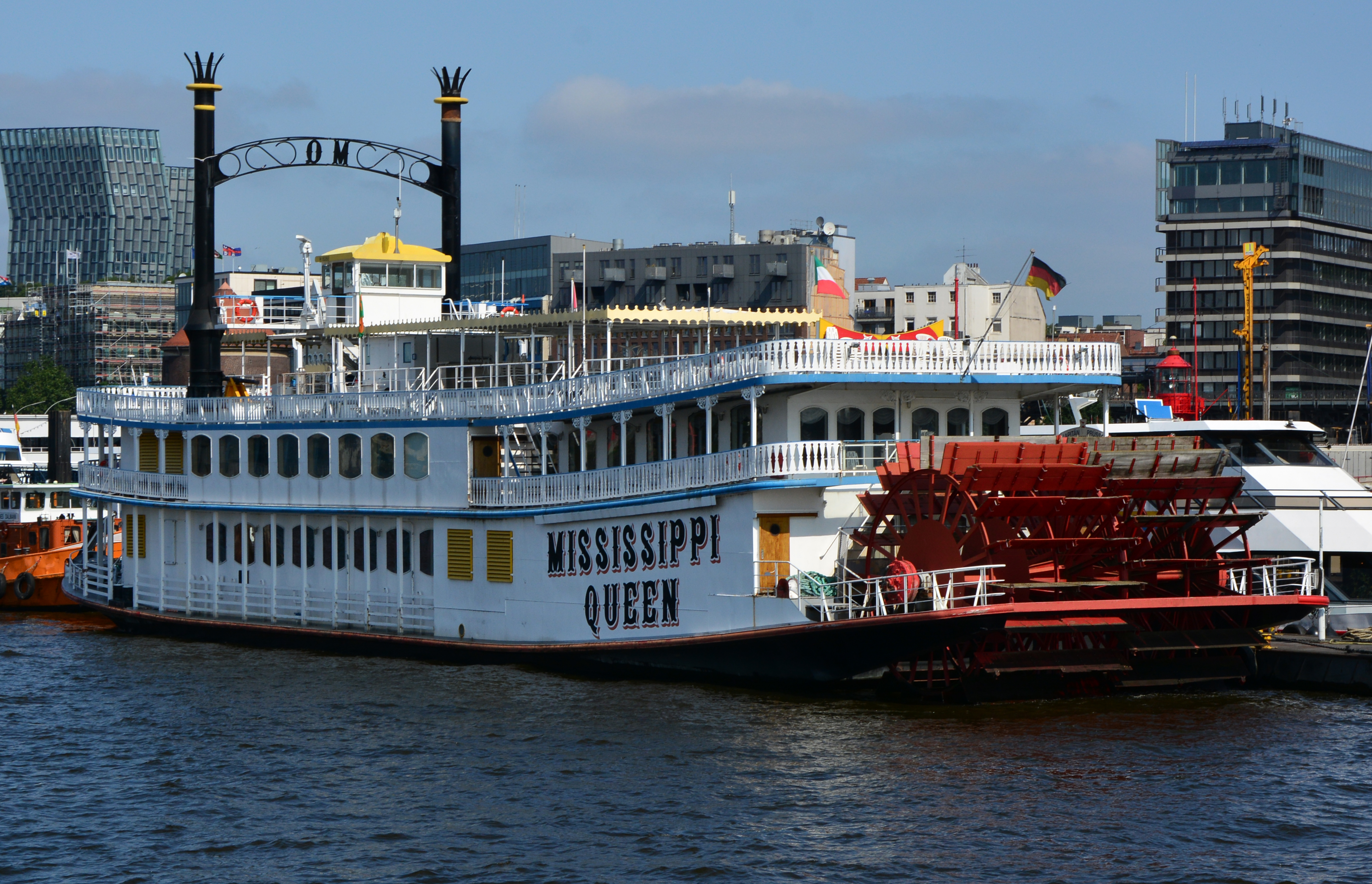
Die „Mississippi Queen“ an der Überseebrücke, der feste Standort des Quatsch Comedy Club in Hamburg

Im März 1997 wurde die Show, besetzt mit Michael Mittermeier, Ingo Appelt und Rüdiger Hoffmann, von ProSieben erstmals im Free TV ausgestrahlt. Zuvor war sie bereits ab 1993 auf dem Bezahlsender Premiere zu sehen.
Am 20. August 2005 wurde auf ProSieben ein zehnjähriges Geburtstagsspecial im Rahmen einer zweieinhalbstündigen Gala ausgestrahlt. Dieses sahen 2,07 Millionen der werberelevanten Zielgruppe bei einem Marktanteil von 29,2 Prozent. Anfang 2006 wurde ein zweiter Live-Club am Ursprungsort in Hamburg durch die Stage Entertainment eröffnet. Der Club hatte dort das traditionsreiche Café Keese auf der Reeperbahn (St. Pauli) als festen Spielort bekommen.
Ab Januar 2007 und der damit elften Staffel wurde der Quatsch Comedy Club statt montags am Donnerstag um 23:15 Uhr auf ProSieben ausgestrahlt. Im Februar 2011 wurde der Stage Club (ebenfalls zur Stage Entertainment Germany gehörend) am Musicaltheater Neue Flora zum neuen Spielort.
Seit 2016 gibt es den Quatsch Comedy Club auch in Stuttgart im Eventcenter „Spardawelt“ der Sparda-Bank Baden-Württemberg. In den Sommermonaten ist die Veranstaltungsreihe auch als Open-Air-Veranstaltung zu sehen.
Im Jahr 2020 wurde der Standort des Quatsch Comedy Club im Münchener Werksviertel eröffnet. Dort fand jeden Freitag und Samstag die „Live Show“ statt und zwar in der „NachtKantine“, eine moderne Gaststätte auf dem damaligen Gelände der alten Pfanni-Kantine. Seit 2024 ist der Quatsch Comedy Club in München im WERK7 theater im Werksviertel zu Hause.
Seit Mai 2023 hat der Quatsch Comedy Club wieder einen festen Standort in Hamburg - auf dem Raddampfer „Queen“ der Reederei Kapitän Prüsse, einem Mississippi-Schaufelraddampfer. Hier wird die „Die Live Show“ des Quatsch Comedy Club mit wöchentlich wechselnder Besetzung gespielt.
Eigentümer der Clubs ist Thomas Hermanns’ Firma Serious Fun GmbH.

## Rubriken
Thomas Hermanns hat einige feste Rubriken in seinen Moderationen, so beispielsweise das „Fundstück der Woche“, in der er lustige Zusendungen oder Entdeckungen den Zuschauern vorstellt (beispielsweise Urinella, die Urinierhilfe für die Frau, und BDSM-Barbies).

## Gäste

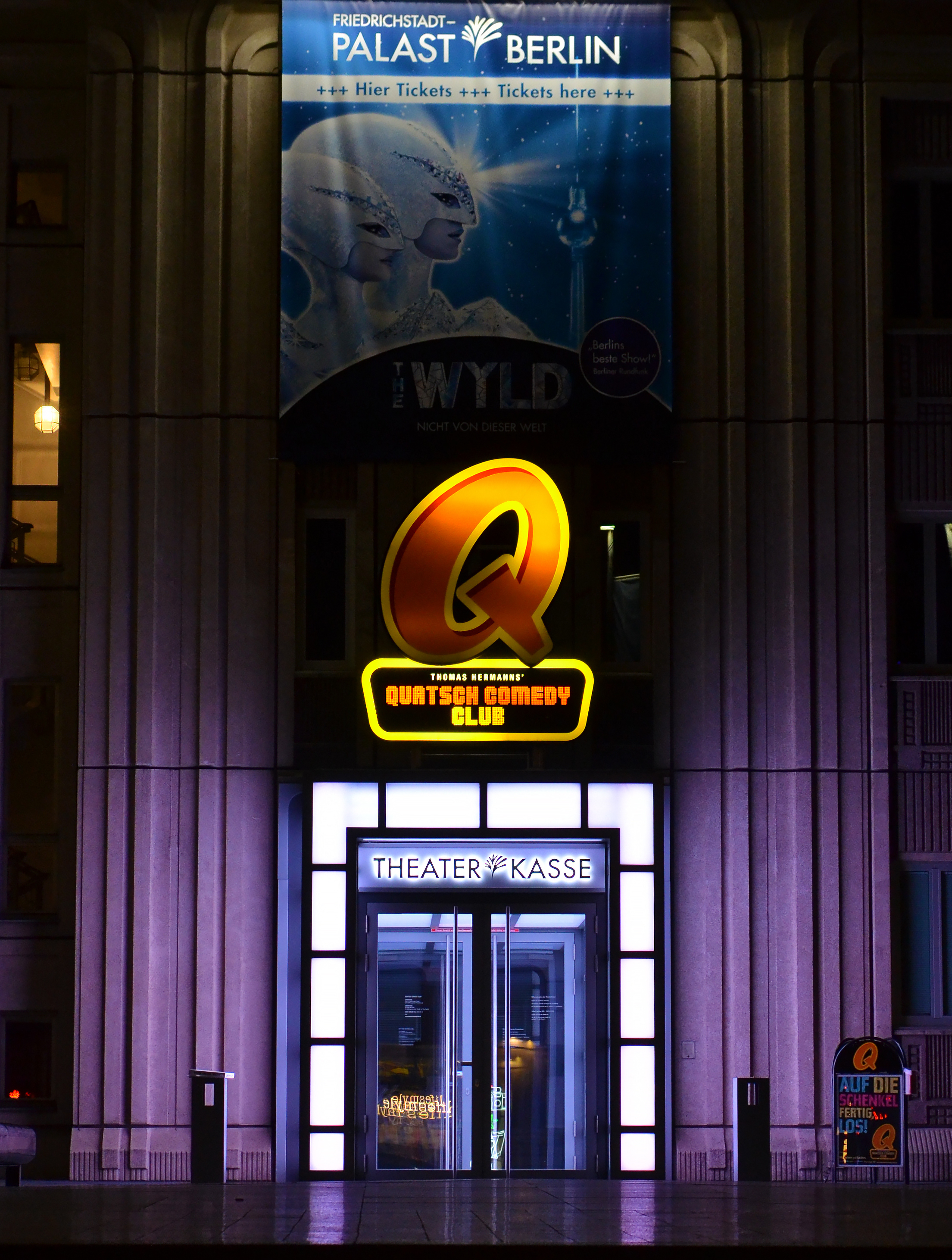
Der Quatsch Comedy Club in Berlin

Zu den Gästen zählen meistens Comedians, die dem breiteren Publikum bereits bekannt sind. Dennoch treten hin und wieder ein paar Neulinge auf, die man zuvor noch nicht sehr viel im deutschen Fernsehen gesehen hat, sich allerdings bereits bewiesen haben, wie zum Beispiel der junge Benny Kaltenbach. Der Aufbau gestaltet sich meist in einer Sandwichform: Bekannter, weniger bekannter, sehr bekannter Comedian. Im Quatsch Comedy Club Hot Shot (ehemals Talentschmiede) gibt es ein Publikumsvoting für die Auftritte. In der Talentschmiede sind einige Comedians aufgetreten, die später eine hohe Bekanntheit erlangten, zum Beispiel Cindy aus Marzahn und Chris Tall. Moderiert werden die Hot Shots in Berlin von Ingo Appelt, in München von Sandra Steffl und in Mönchengladbach von Sascha Korff. Bei Quatsch Comedy Club The English Night, moderiert von Christian Schulte-Loh, werden vier internationale, englischsprachige Comedians präsentiert. Der Quatsch Comedy Club Turb – The Ultimate Roast Battle ist an das Wrestling angelehnt.
Auswahl an aufgetretenen Comedians in alphabetischer Ordnung:
- Masud Akbarzadeh
- Ingo Appelt
- Bodo Bach
- Dittmar Bachmann
- Badesalz
- Mario Barth
- Hennes Bender
- Helene Bockhorst
- Bülent Ceylan
- Gabi Decker
- Alfred Dorfer
- John Doyle
- Michael Genähr
- Astrid Gloria
- Sascha Grammel
- Robert Louis Griesbach
- Josef Hader
- Klaas Heufer-Umlauf
- Bernhard Hoëcker
- Rüdiger Hoffmann
- Till Hoheneder
- Carolin Kebekus
- Matze Knop
- Achim Knorr
- Johann König
- Kurt Krömer
- Gaby Köster
- Käthe Lachmann
- Ole Lehmann
- Cindy aus Marzahn
- Michael Mittermeier
- Mirco Nontschew
- Dieter Nuhr
- Ingo Oschmann
- Oliver Pocher
- Alf Poier
- Lutz von Rosenberg Lipinsky
- Patrick Schleifer
- Martin Schneider
- Atze Schröder
- Olaf Schubert
- Matthias Seling
- Serdar Somuncu
- Konrad Stöckel
- Chris Tall
- Bodo Wartke
- Kaya Yanar

## Auszeichnungen
- 1997: Deutscher Comedypreis Hauptpreis
- 2000: Deutscher Comedypreis Beste Comedy-Show
- 2006: Live-Entertainment-Award Engagement für Nachwuchskünstler
- 2012: Deutscher Comedypreis Sonderpreis: 20 Jahre Quatsch Comedy Club